# Brock (Ontario)
Brock es un municipio canadiense situado en la provincia de Ontario.

## Superficie
Brock tiene una superficie de 422,64 km².

## Demografía
En 2021, tenía 12 567 habitantes, una densidad poblacional de 29,7 hab./km², y 5297 viviendas.